# Darren Hayes
Darren Stanley Hayes (Brisbane, 8 maggio 1972) è un cantautore australiano.
Ha fatto parte dei Savage Garden. Ha cominciato la sua carriera solista nel 2002, con gli album Spin (2002), The Tension and the Spark (2004) e This Delicate Thing We've Made (2007). Ha venduto oltre 26 milioni di dischi, tra la carriera con il suo ex gruppo e quella di solista.

## Savage Garden
I Savage Garden sono un duo composto da Darren Hayes e Daniel Jones, nato nel 1994, il cui nome si ispira alle Cronache dei vampiri di Anne Rice. Raggiungono il successo nel 1996 con I Want You e To the Moon and Back, due singoli che faranno parte dell'album Savage Garden.
Dopo il nuovo successo di Affirmation, uscito nel 1999, il duo si scioglie nell'ottobre del 2001.

## Carriera solista
Nel 2002 pubblica Spin, album pop e r'n'b, di cui noti successi sono i singoli Insatiable, Crush (1980 me), I Miss You e Strange Relationship. Dopo due anni, arriva il secondo album The Tension And The Spark. Da qui in poi la musica del ragazzo di Brisbane ha preso una strada decisamente diversa, volgendosi sempre di più all'elettronica, grazie anche a collaboratori come Robert Conley. A luglio 2004 esce il primo singolo Pop!ular che raggiunge il primo posto nelle classifiche dance statunitensi, e buoni posti in Inghilterra. Escono poi altri due singoli Darkness e Unlovable. Nel 2004 gli Human Nature realizzano una cover di una canzone di Spin, When You say You Love Me, che viene utilizzata anche per il programma American Idol.
Nel 2001 partecipa al tributo What's going on?, un remake della canzone del 1971 di Marvin Gaye, insieme a diverse altre popstar, in memoria della vittime dell'attentato dell'11 settembre 2001. Nel 2005 esce il Best Of dei Savage Garden, Truly Madly Completely, che include due tracce di Darren come cantante solista (So Beautiful e California). La Columbia Records e Darren Hayes si separano. Nel 2007, Darren Hayes finisce di registrare il suo nuovo album, che esce sotto la sua stessa casa di produzione, Powdered Sugar. Si tratta di un doppio disco chiamato This Delicate Thing We've Made, comprendente 25 canzoni. Uscito il 20 agosto 2007, è entrato subito nelle classifiche, tra i primi 20 posti, sia in Gran Bretagna che in Australia.
In aprile dello stesso anno, Darren ha messo online sul suo sito una delle sue nuove canzoni, Who Would Have Thought. Il video è stato realizzato dal suo partner, Richard Cullen. Nello stesso periodo, diversi remix di Step Into The Light vengono suonati in molti bar in giro per il mondo. Il primo singolo ufficiale è On The Verge Of Something Wonderful, uscito il 28 luglio del 2007, seguito da Me, Myself and I. Il video, già presente sul sito del cantante, è stato girato da The Salina Project. Darren Hayes, prima di iniziare il tour vero e proprio, ha fatto diverse esclusive e piccole gig negli Stati Uniti, in Inghilterra e Australia. Il terzo singolo estratto da This Delicate Thing We've Made è Casey. Il video viene lanciato dal sito dello stesso Darren il 26 gennaio 2008, ed è diretto da Damian Hale.
L'8 maggio 2009, in occasione del suo trentasettesimo compleanno, distribuisce gratuitamente online un nuovo album intitolato We Are Smug. Si tratta di un album sperimentale co-prodotto con Robert Conley che include 10 tracce. Nel giugno 2011 esce il primo singolo estratto dal nuovo album, Talk Talk Talk, un brano elettro pop che anticipa l'uscita del nuovo album Secret Codes and Battleships previsto per ottobre. In contemporanea inizia il Secret Tour, che tocca l'Australia e la Gran Bretagna.

## Discografia

### Album
- 2002: Spin
- 2004: The Tension and the Spark
- 2007: This Delicate Thing We've Made
- 2009: We Are Smug
- 2011: Secret Codes and Battleships
- 2022: Homosexual

### Singoli
- 2002: Insatiable
- 2002: Strange Relationship
- 2002: Crush (1980 Me)
- 2003: I Miss You
- 2004: Pop!ular
- 2004: Darkness
- 2004: Unlovable
- 2005: So Beautiful
- 2007: Step into the light (solo remix per club)
- 2007: On the Verge of Something Wonderful
- 2007: Who Would Have Thought? (emesso non ufficialmente)
- 2007: Me, Myself and (I)
- 2008: Casey
- 2011: Talk Talk Talk
- 2011: Black out the sun
- 2011: Bloodstained heart
- 2012: Stupid Mistake
- 2022: Let's Try Being In Love

### DVD
- 2006: Darren Hayes - Too Close for Comfort: Tour Film
- 2006: A Big Night In with Darren Hayes
- 2008: The Time Machine
- 2008: This Delicate Film We've Made